# Marlene Beilharz
Marlene Beilharz (* 22. November 1996 in München) ist eine deutsche Aktivistin für Barrierefreiheit. Sie ist selbst körperbehindert und setzt sich für Inklusion ein. Insbesondere engagiert sie sich für Digitale Barrierefreiheit im Computerspiel, für Sichtbarkeit von Menschen mit Behinderung in Games und für deren Einbindung in die Spiele-Entwicklung.

## Werdegang
Marlene Beilharz ist die Tochter der Schauspielerin Corinna Beilharz und des Drehbuchautors Werner Thal. Schon als Kind wurde sie bekannt durch die beiden Spielfilme Engelchen flieg und Das Leuchten der Sterne (beide in der Regie von Adolf Winkelmann), in denen sie neben Uwe Ochsenknecht und Michael Fitz die Hauptrolle spielte. Autor der Filme war ihr Vater Werner Thal, der in einem fiktiven Format das Leben einer Familie mit einem behinderten Kind thematisierte.
Nach dem Abitur (Kleines privates Lehrinstitut Derksen) studierte sie Theaterwissenschaft (BA) und Film- und Medienkulturforschung (MA) an der Ludwig-Maximilians-Universität.
Sie sammelte erste journalistische Erfahrungen beim Münchner Studierendenmagazin philtrat und verfasste Artikel für verschiedene Magazine (u. a. Fiduz, Buh).
2023 war sie Teil des Studienprojekts InGame der Technischen Hochschule Köln und JFF – Institut für Medienpädagogik in Forschung und Praxis. Im Rahmen dieses Projekts hielt sie beim Gamesfestival23 der ComputerSpielAkademie des JFF einen Vortrag zur barrierefreien Ansteuerung von Computerspielen.
Ebenfalls beim Gamesfestival23 erhielt sie für ihren Papierprototyp des Computerspiels Sara – Story of a Young Thief eine Anerkennung beim Gamespreis. Dieses Spiel wurde als Demoversion bei der Gamescom24 von den Birnchen Studios vorgestellt.
Beim GamesFestival24 übernahm sie zusammen mit Sandra Bloy die Jugendfestivalleitung.
Beilharz war Jurymitglied beim Deutschen Computerspielpreis 2024 und 2025. Sie war Speakerin bei der GG Bavaria 2025.
Sie berät Studios zu Barrierefreiheit, sie testet Games und ist Mitglied des Netzwerks Barrierefreies Gaming. Seit 2020 führt sie einen eigenen Blog zum Thema Digitale Barrierefreiheit.

## Vorträge
- "Barrierefreies Gaming" bei GamesFestival23 am 5. Mai 2023
- "Serious Games" Online-Vortrag bei PLAY Hamburg
- Auftritt im ARD MixTalk 20. Dezember 2023 zum Thema barrierefreies Gaming
- "Alternative Ansteuerungen" bei GamesFestival24 am 5. Mai 2024

## Artikel
- Kolumne Mitten im Alltag und weitere Artikel bei philtrat, das münchner studierendenmagazin (mind. 20 Beiträge)